# Passeig de Gràcia
Passeig de Grácia var år 1900 den viktigaste gatan i Barcelona, där de mest ikoniska byggnaderna började att uppföras. Gatan var även känd för att ha de bästa teatersalarna, biosalonger samt butiker. Vid Passeig de Grácia lät de rikaste bygga sina bostäder.